# Solkope Island
Solkope Island är en ö i Fiji.   Den ligger i divisionen Rotuma, i den norra delen av landet, 600 km norr om huvudstaden Suva. Arean är 0,30 kvadratkilometer.
Terrängen på Solkope Island är platt. Öns högsta punkt är 121 meter över havet. Den sträcker sig 0,6 kilometer i nord-sydlig riktning, och 0,7 kilometer i öst-västlig riktning.